# Germania (Tacyt)

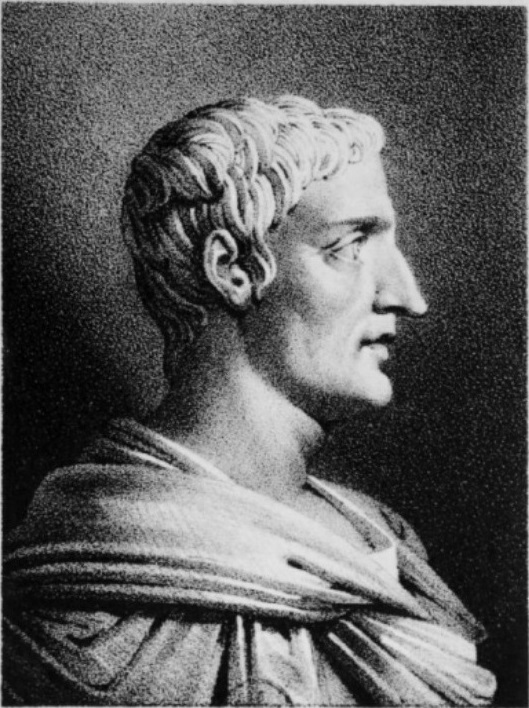
Autor Germanii – Publiusz Korneliusz Tacyt

Germania (łac. De origine et situ Germanorum, dosłownie O pochodzeniu i kraju Germanów) – napisana przez Publiusza Korneliusza Tacyta około roku 98, jest etnograficznym dziełem o plemionach germańskich poza granicami cesarstwa rzymskiego.
Dzieło zachowało się tylko w jednym egzemplarzu znalezionym w opactwie Hersfeld w Niemczech – wówczas na obszarze Świętego Cesarstwa Rzymskiego, i przeniesione zostało do Włoch w roku 1455, gdzie Eneasz Sylwiusz Piccolomini (późniejszy papież Pius II), po raz pierwszy zbadał je i zanalizował, wzbudzając zainteresowanie pośród niemieckich humanistów, takich jak Konrad Celtis, Johannes Aventinus czy Ulrich von Hutten. Po studiach i debatach pismo to zostało uznane za autentyczne źródło obrazu starożytnej Germanii. Od momentu odkrycia dzieło o kulturze dawnych ludów germańskich jest intensywnie wykorzystywane – szczególnie w zakresie niemieckiej historii, archeologii, filologii, studiów etnologicznych, w mniejszym stopniu także w krajach skandynawskich.

## Tło powstania i cel dzieła
Znaczącym dorobkiem autorów literatury klasycznej, od Herodota po Juliusza Cesara, były prace z zakresu etnografii. Germania jest jedną z nich. Sam Tacyt wcześniej napisał podobny (jakkolwiek krótszy) esej o ziemiach i plemionach Brytanii w Żywocie Agricoli (rozdziały od 10-13). Germanię autor rozpoczyna opisem terytoriów, praw i obyczajów ludów germańskich (rozdziały 1-27), następnie płynnie przechodzi do części przedstawiającej poszczególne plemiona – od zamieszkujących najbliżej terenów rzymskich, a kończąc na najbardziej oddalonych brzegach Bałtyku, pośród których znajdowali się gromadzący bursztyn Estiowie, prymitywni i brutalni Fennowie oraz inne nieznane plemiona. Dzieło może wydawać się w niektórych partiach moralizatorskie w pośrednich porównaniach wartości plemion germańskich z ówczesnymi rzymskimi, choć w tekście nie zawarto bezpośrednich porównań Rzymu z Germanią. Tworząc tę pracę rzymski historyk być może pragnął też zaznaczyć zagrożenia, jakie dla Cesarstwa niosły z sobą germańskie plemiona.

## Zasadnicze cechy Germanów

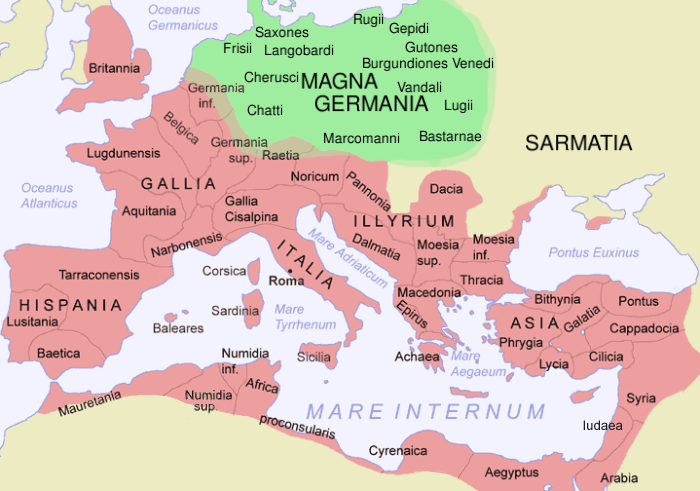
Mapa Cesarstwa rzymskiego i Germanii w II wieku n.e., z rozmieszczeniem niektórych plemion opisanych przez historyka

Opisy charakteru Germanów przez Tacyta są miejscami nader przychylne, kontrastujące z opinią o Rzymianach z jego czasów. Za bardzo wartościową uważa ścisłą monogamię i cnoty panujące w germańskich małżeństwach, w przeciwieństwie do wad i braku moralności szerzących się wśród ówczesnych Rzymian, jak również podziwia germańską gościnność, prostotę oraz męstwo w boju (cechy te wyszczególniono zapewne z racji ich podobieństwa do wyidealizowanych cnót starorzymskich). To pozytywne wyobrażenie spowodowało, że dzieło (począwszy od XVII w.) zyskało na popularności zwłaszcza w Niemczech – szczególnie wśród niemieckich nacjonalistów i romantyków. Jednakże przedstawienie przez autora obyczajów Germanów nie obejmuje wyłącznie cech dodatnich, jeśli zauważa on też m.in. skłonność tych ludów do nałogowego pijaństwa, lenistwa i barbarzyńskich zwyczajów.
Tacyt podaje w swym dziele wiele konkretnych nazw plemion, z którymi stykali się Rzymianie, choć najnowsze badania dowodzą, iż niektóre z jego ustaleń były mylne. Np. niemało dzisiejszych historyków dyskutuje kwestię, czy wszystkie plemiona istotnie były germańskie w sensie posługiwania się jednym językiem (niektóre z nich, jak Batawowie, mogli być Celtami). W pewnych fragmentach autor daje świadectwo swej dokładności i krytycyzmu w stwierdzeniach, iż np. Nerwiowie nie są naprawdę Germanami, jak twierdzą to sami (rozdział 28). Zwraca też uwagę (w rozdz. 43) że pewne plemię zwane Kotynami, we wschodniej Germanii, posługuje się językiem Galów.
Jego opis germańskiej bogini Nerthus wywołał wiele spekulacji wśród badaczy mitologii nordyckich (a także indoeuropejskich), gdyż wizerunek ten stanowi jedyny ślad zawarty w źródłach pisanych przed powstaniem Eddy (spisanej setki lat później) i mało przypomina tamtejsze opisy.

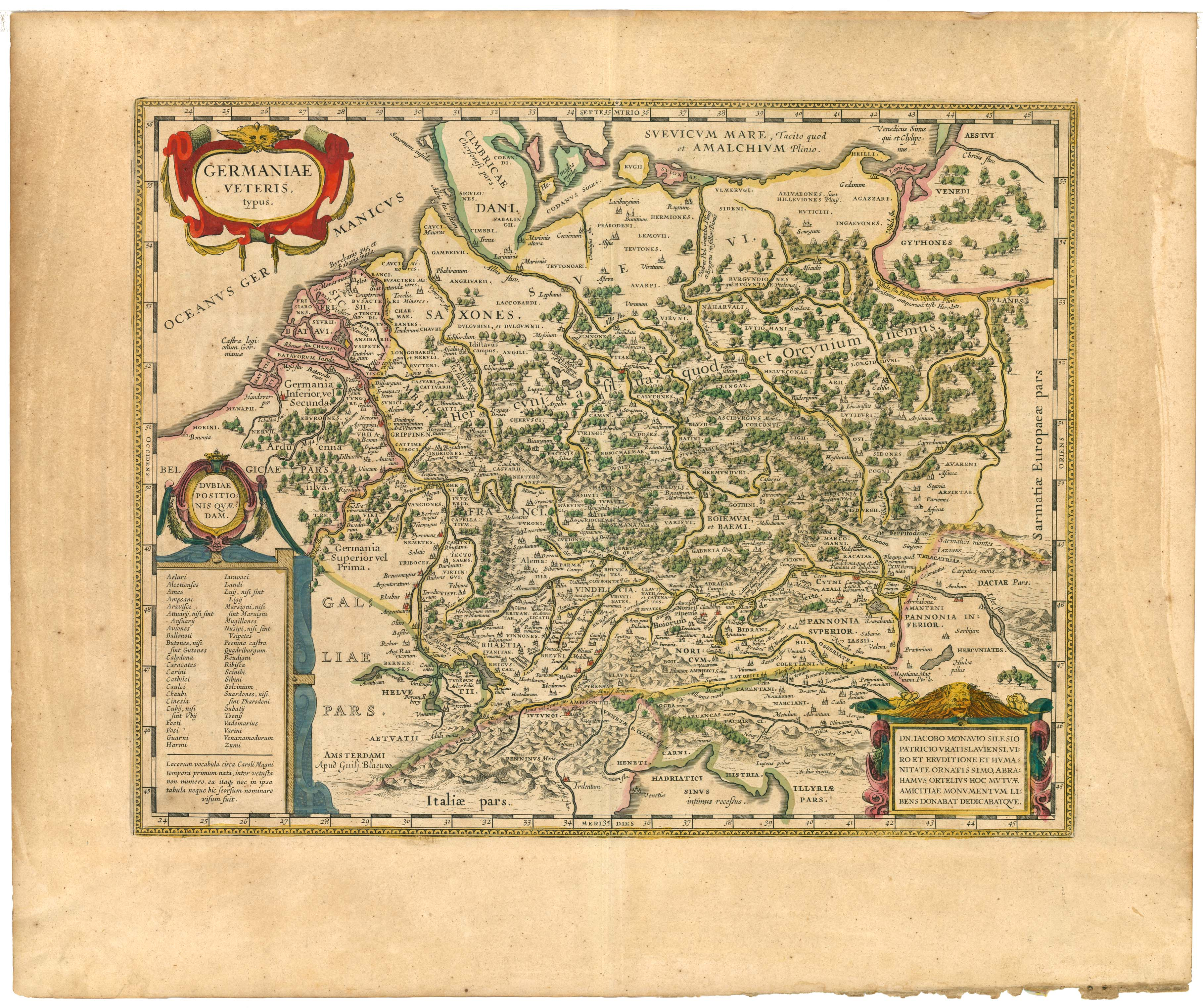
Germaniae veteris typus (Germania). Mapa autorstwa Willema i Joana Blaeu, wyd. 1645, na którą naniesiono etnonimy występujące m.in. u Tacyta i Ptolemeusza

## Kultura Germanów
W początkowych rozdziałach autor m.in. stwierdza, iż pod względem fizycznym Germanie wydają się rasą odrębną i „z innymi ludami bynajmniej nie są zmieszani”; „ludy Germanii wcale nie pokrzyżowały się przez małżeństwa z innymi plemionami, lecz są rasą odrębną, czystą i tylko do samej siebie podobną”. W rozdz. 4 wspomina o ich wspólnych cechach charakterystycznych, takich jak „groźne, niebieskie oczy, ryże włosy, ciała rosłe”.
Rozdział 7 zawiera opis ich rządów oraz przywódców jako wartościowych i nie wyrastających nad ogół, z pierwszeństwem wynikającym raczej z wzorcowych ich zalet niż z prawa; rola ich nie jest przesadna, gdyż nawet wymierzanie kar zastrzeżone jest dla kapłanów. W rozdz. 11-12 opisano postać zgromadzeń ludowych (przypominających tzw. Thing wzmiankowany w późniejszych źródłach germańskich), ponieważ podjęcie ostatecznej decyzji leży w gestii członków plemienia jako całości. Sprawom religii (bóstwa) i kultowym poświęcone są rozdziały 9-10.
W rozdz. 8 autor omawia rolę kobiet, nadmieniając, że często towarzyszą one mężczyznom w walce, dodając im męstwa, ci zaś okazują je tym bardziej z obawy przed pojmaniem ich kobiet w niewolę. Wspomina też o poszanowaniu zdania kobiet („ani ich radami nie gardzą, ani wróżb nie lekceważą”). Tacyt zauważa, że Germanom wystarcza jeden związek małżeński (rozdz. 18), z wyjątkiem niektórych małżeństw zawieranych ze względów politycznych; widocznie też na ich korzyść wyróżnia to na tle innych barbarzyńskich kultur. Podkreśla jak rzadkie są przypadki cudzołóstwa, zaś wspólnota nie zna przebaczenia dla kobiet niewiernych bez względu na ich urodę (rozdz. 19).
Rozdziały 16-27 zawierają opisy domostw, ubiorów, stosunków domowo-rodzinnych (w tym stosunek do niewolników) i kultury obyczajów (higiena osobista, uczty, rozrywki, zajęcia, pogrzeby).
W zakończeniu Tacyt przedstawia różne mniej znane germańskie plemiona oraz ich (względne) umiejscowienie z podaniem cech charakterystycznych. Liczne wymienione przez niego plemiona znajdują potwierdzenie w innych źródłach historycznych i w tradycji, podczas gdy co do niektórych brak zupełnej jasności.

## Źródła opisu
Sam Tacyt nigdy nie był na ziemiach germańskich – wszystkie informacje, jakie posiadał, pochodziły w najlepszym przypadku z drugiej ręki. Ronald Syme wyrażał przypuszczenie, iż dokładnie skopiował on dzieło Pliniusza Starszego pt. Bella Germaniae. Sama Germania jest w niektórych fragmentach przestarzała. W opisach plemion naddunajskich, jak zauważa Syme, pada stwierdzenie, że „są one lojalnymi klientami Cesarstwa… Co jest osobliwe. Zdrada tych ludów w roku 89 podczas wojny Domicjana przeciwko Dakom zmieniła całkowicie politykę graniczną Cesarstwa”. O ile Pliniusz mógł być głównym źródłem, badacze wymieniają też inne, pośród nich Wojny galijskie Cezara, a także pisma Strabona, Diodora Sycylijskiego, Posejdoniosa z Rodos, Aufidiusa Bassusa oraz liczne źródła pozaliterackie, jak choćby relacje kupców i żołnierzy, którzy dokonywali wypraw poza Ren i Dunaj.